# Killiney Hill
Killiney Hill är en kulle i republiken Irland.   Den ligger i provinsen Leinster, i den östra delen av landet, 12 km sydost om huvudstaden Dublin. Toppen på Killiney Hill är 152 meter över havet, eller 115 meter över den omgivande terrängen. Bredden vid basen är 4,5 km.
Terrängen runt Killiney Hill är platt åt nordväst, men åt sydväst är den kuperad. Havet är nära Killiney Hill åt nordost. Närmaste större samhälle är Dublin, 11,9 km nordväst om Killiney Hill. 